# La Cofradía de la Luz
La Cofradía de la Luz es una localidad del estado mexicano de Jalisco. Es parte del municipio de Cocula.

## Demografía
| Gráfica de evolución demográfica |
|                                  |

| Censo | Población |
| ----- | --------- |
| 1900  | 656       |
| 1910  | 964       |
| 1921  | 709       |
| 1930  | 1 010     |
| 1940  | 744       |
| 1950  | 940       |
| 1960  | 1 478     |
| 1970  | 1 377     |
| 1980  | 1 854     |
| 1990  | 2 057     |
| 2000  | 2 034     |
| 2010  | 2 557     |
| 2020  | 2 638     |